# Diego Betancur Álvarez
Diego Betancur Álvarez (n. 1949) es un agrónomo, activista ambiental, político y diplomático colombiano, militante histórico del partido maoísta MOIR.
Betancur fue embajador de Australia y luego de Nueva Zelanda a finales del gobierno del presidente Álvaro Uribe Vélez. Es mucho más conocido como uno de los hijos del expresidente colombiano Belisario Betancur Cuartas.